# Criodrilidae
Famille
Les Criodrilidae ou « Criodrilidés »  (autrefois aussi dénommés Biwadrilidae) sont une famille de vers oligochètes du groupe des lombriciens, créée par Vejdovsky en 1884
Elle comprend les oligochètes du nord de l'Eurasie et de type « lombricomorphes »  (c'est-à-dire ressemblant à des lombrics) tout en étant aquatiques.
Ils ont été un temps placés dans la famille de vers de terre Glossoscolecidae puis Almidae, mais sont à l'heure actuelle considérés comme constituant une famille à part entière.
Elle est à ce jour uniquement représentée par le genre Criodrilus. 
Cette famille (et son genre unique) ne comptait en 1984 qu'un peu plus d'une dizaine d'espèces dans le monde (uniquement dans la zone tempérée et paléarctique de l'Eurasie).

## Risques de confusion
Les représentants de cette famille ne doivent pas être confondus avec :
- les Sparganophilus (seul genre de la famille Sparganophilidae que l'on ne trouvait qu'aux États-Unis, mais qui semble avoir été importé en Europe[2] où il étend sa présence, en Europe de l'Ouest au moins selon Rota & al. (2014)[2], jusqu'en Allemagne[3] et Italie ;
- d'autres oligochètes aquatiques ou semi-aquatiques existant dans le monde ; par exemple en Europe 
  - Eisenia spelaea, qui ne semble vivre en Italie que dans la litière immergé de ruisseaux de montagne selon Omodeo[1] ;
  - Lumbriculus variegatus dont l'apparence (hormis une queue bifide et une taille plus grande) évoque plus le tubifex que les lombriciens.

## Espèces appartenant à cette famille
Dans les années 1960, seules trois ou quatre espèces avaient été décrites dans cette famille. Elles sont souvent discrètes et donc rarement remarquées par le grand public.
En 1984, le biologiste italien Pietro Omodeo de l'université de Padoue estimait que douze espèces de « vers de terre aquatiques » étaient alors scientifiquement décrites dans les eaux douces européennes, dans des environnements différents :
- deux espèces ne vivent que dans le sapropèle (boue noire fétide et anoxique).
- quatre étaient trouvés soit dans le sapropèle, soit dans le gyttja (sédiment plus oxygéné),
- les six autres préférant ce dernier substrat,

Ces animaux sont dits limicoles (« fouilleurs de vase »), mais certaines espèces peuvent aussi être trouvées dans des amas denses de bryophytes, entre des feuilles mortes ou entre une écorce décollée et son tronc de bois mort immergé, etc. 
Dans la nature, ils semblent fuir la lumière ou les milieux sans protection. Le courant joue probablement un rôle important dans leur dispersion (alors de l'amont vers l'aval). Mais certaines espèces sont trouvées dans les petits torrents de montagne, montrant une bonne capacité à résister au courant voire à remonter contre le courant.
Exemples d'espèces :
- Criodrilus lacuum était autrefois abondant en France et a servi d’animal de laboratoire.
- Criodrilus ochridensis[4]
- Criodrilus bathybates est le lombric aquatique du lac Biwa.

## Caractéristiques
Les Criodrilidae sont aquatiques mais capables de survivre un certain temps hors de l’eau dans l’air humide. 
Leur peau est plus fine et plus transparente que celle des vrais « vers de terre ». 
Selon Marcel Bouché (1984) comme toutes les espèces limicoles et comme beaucoup  d’espèces hygrophiles, ils présentent des organes de copulation spécialisés avec des spermatophores (comme chez les vers du genre Alma, également aquatiques ou hydrophiles), mais pas de  branchies alors que les Alma en ont). 
Ils sont notamment caractérisés par 
- une section quadrangulaire du corps, au moins dans leur partie postérieure,
- l’absence de néphridies (organe excréteur typique des invertébrés) sur les segments antérieurs (cf. Pontodrilus),
- un tube digestif simplifié (sans gésier et sans typhlosole)[5].

À part cela, ils sont semblables aux « vers de terre », également dotés d’un clitellum pluricellulaire, ainsi que d’un système vasculaire complexe, avec des capillaires. Comme eux ils sont dotés d'un réflexe de fuite de type "tout ou rien" quand on les touche ou qu'ils touchent certains obstacles, grâce à des fibres nerveuses géantes de deux types : médianes et latérales. La vitesse de conduction de ces deux types de fibres a été mesurée chez les adultes de 12 espèces d'oligochètes appartenant à cinq familles différentes (dont Criodrilidae). Le réflexe de fuite existe chez les 12 espèces étudiées, mais cette étude a montré que cette vitesse de conduction est différente pour chaque espèce et famille testée (dans les fibres géantes médianes et latérales) selon Drewes & al. (1983), « les différences entre les espèces viennent probablement des différences génétiques spécifiques entre les limites de croissance radiale des fibres géantes ».
Les pores mâles sont situés derrière les pores femelles.

## Habitats
Les espèces de criodrilidés sont réputées vivre dans la vase ou la boue ou d'autres types de sédiments riches en matières organiques ou dans des sols saturés en eau proximité de lacs ou de cours d'eau (à la manière des Sparganophilus en Amérique du Nord). 
Certaines espèces peuvent s’enfoncer profondément dans la vase, même très argileuse selon Örley. 
On en trouve parfois aussi dans des eaux courantes eutrophes  (y compris au niveau de cascades ou chutes d’eau, mais alors dans des zones de contre-courant et dans des anfractuosités où ils peuvent se protéger et on en a récemment trouvé en Bulgarie (où la première mention de l’espèce n’a été faite qu’en 1963 (par Russev) en pleine ville (dans le sédiment de la rivière Dragalevska, très polluée par des rejets industriels).

## Répartition
Ces espèces ne sont connues que dans une partie de l’hémisphère nord. Elles semblent endémiques du Paléarctique et actuellement seulement connues en Europe et au Japon (avec Criodrilus miyashitai, découvert et décrit dans ce pays en 1937. 
L'espèce Criodrilus lacuum a cependant été introduite dans les Amériques (du Nord et du Sud) où on la trouve  parfois dans la terre de pots de fleurs et de certaines rizières.

## Utilisations
Criodrilus lacuum a autrefois été utilisé comme animal de laboratoire. 
À ce jour aucune espèce de la famille des Criodrilidae ne semble faire l'objet d'un usage par l'homme, mais dans la mesure où comme le montrait déjà Orley en 1887. ces vers jouent pour la qualité du sédiment un rôle similaire à celui des lombrics pour la qualité de l’humus Omodeo, suppose que ces vers pourraient peut-être un jour faire l’objet d'usages par l'Homme.